# 安德鲁·苏尔曼
安祖·朗奴·愛德華·「德魯」·舒文（英語：Andrew Ronald Edward "Drew" Surman，1986年8月20日—）是一名在南非约翰内斯堡出生的英格蘭足球員，場上司職中場，出身修咸頓青訓系統，現時效力英甲球會米尔顿凯恩斯。

## 生平

### 球會
舒文在南非约翰内斯堡出生，於1995年隨父母回流英國，居於南安普顿，參加本地青少年足球聯賽時獲修咸頓足球會的球探相中，邀請加入青訓學院。他曾是修咸頓預備隊最年青的上陣球員，其後才被禾確特打破其紀錄。舒文在外借華素爾和般尼茅夫汲取上陣經驗後，於2006年1月為修咸頓一隊首秀，其後逐漸鞏固正選席位。
為修咸頓上陣超過130場聯賽後，舒文於2009年夏季以約120萬英鎊轉投剛升英超的狼隊，為財困的母會帶來一筆現金收入。在狼隊首年舒文未有發揮機會，僅為球隊在各項比賽上陣9場，於翌季加盟剛回升英冠的诺里奇城，轉會費没有透露，簽約三年。雖然受到傷患困擾，仍為諾域治上陣22場及射入3球，協助球隊取得聯賽亞軍及直接升班英超資格。重返英超的舒文表現保持水準，27戰取得5個入球，為諾域治成功護級。翌季於季初上陣數場後便因膝傷長休，整季僅上陣7場。2013年7月舒文獲准外借到剛升上英冠的般尼茅夫一個球季。2014年9月1日轉會窗關閉前，般尼茅夫正式羅致舒文，没有透露身價，簽約三年。

### 國家隊
雖然有資格代表出生地南非參加國際賽，但自8歲移居英國後再没有返回「家鄉」。舒文曾代表英格蘭U21上陣4場及射入1球。

## 外部連結
- 足球数据库：Andrew Surman的球员统计数据